# Крупская (станица)
Крупская — станица в Выселковском районе Краснодарского края. Административный центр Крупского сельского поселения.

## География
Станица расположена в верховьях речки Бейсужёк (правый приток Бейсуга), в степной зоне, в 28 км северо-восточнее районного центра — станицы Выселки. В 4 км западнее расположена станица Александроневская.

### Улицы
- ул. 60 лет СССР,
- ул. Верхняя,
- ул. Восточная,
- ул. Дорожная,
- ул. Заречная,
- ул. Зелёная,
- ул. Ленина,
- ул. Мира,
- ул. Советская,
- ул. Черемушки,
- ул. Школьная.

## История
Образована в 1930-е годы в результате объединения хуторов Крупской (до 1925 г. — Святой Родник) и Доно-Хоперский.
Хутор Крупской основан в 1875 г.; по данным на 1926 г. состоял из 129 хозяйств в которых проживало 623 чел., основное население — украинцы. В административном отношении являлся центром Крупского сельского совета Тихорецкого района Кубанского округа Кавказского края. Хутор Доно-Хоперский основан в 1912 г.; по данным на 1926 г. состоял из 142 хозяйств в которых проживало 682 чел., основное население — русские. В административном отношении являлся центром Доно-Хоперского сельского совета Тихорецкого района Кубанского округа Кавказского края.

## Население
| 2002 | 2010  |
| ---- | ----- |
| 1248 | ↘1132 |